# Spasmodic Geyser
De Spasmodic Geyser is een geiser in het Upper Geyser Basin dat onderdeel uitmaakt van het Nationaal Park Yellowstone in de Verenigde Staten. De geiser spuit vanuit twee verschillende kraters water de lucht in tot een hoogte van 4,6 meter. De erupties zijn zeer onregelmatig. De naam van de geiser werd in 1878 bedacht door A.C. Peale.